# G.F. Jenssen-Tusch
Georg Friedrich Jenssen-Tusch (født 28. oktober 1789 i Kotzenbøl i Ejdersted, død 15. marts 1888 i Hamborg) var en dansk officer og forfatter, far til Sophus og Harald Jenssen-Tusch.

## Karriere
Han var søn af notar, senere premierløjtnant i landeværnet, Hans Peter Jensen (1758-1812) og Christina Wilhelmina født Tusch (1758-1845), blev kadet 1804, fændrik à la suite ved Slesvigske Infanteriregiment 1807 og sekondløjtnant her 1809. Året efter blev han forsat til Marineregimentet, der samme år fik navn af Kjøbenhavns Infanteriregiment, og avancerede her 1811 til premierløjtnant, men vendte 1815 tilbage til Slesvigske Infanteriregiment, hvor han 1820 blev kaptajn. 1833 udtrådte Jenssen, hvis interesser fra den tidligste ungdom og hele livet igennem gik i retning af litterær syssel, af Hæren og fik afskedspatent som major 1840; fra 1843-47 beklædte han postmesterembedet i Tønning. 1848 sluttede han sig til oprørsbevægelsen i Hertugdømmerne og gjorde aktiv tjeneste i insurgenthærens friskarer, først som underfører, senere som overbefalingsmand for det Kroghske Frikorps. Efter den tid levede han som privatmand, mest i Hamborg, hvor han døde 15. marts 1888 i sit 99. år.

## Litterat
Som litterat gav Jenssen sig af med de mest forskelligartede emner, men det er kun få originale arbejder, der stammer fra hans pen. Desto virksommere var han som oversætter og bearbejder, og navnlig har han på tysk jordbund omplantet talrige danske og enkelte udenlandske skrifter. Fra tysk til dansk har han oversat F.C. Dahlmanns berømte, i årene 1840-43 udkomne Geschichte von Dänemark. De tillæg og anmærkninger, hvormed han ledsagede denne oversættelse, røbede som værket selv slesvig-holstenske sympatier; og senere, da Jenssen i stærkt omarbejdede udgaver gengav H.P. Giessings Frederik VI's og Christian VIII's Regeringshistorier, fremtrådte slesvig-holstenismen i så høj grad, at den danske regering i 1854 forbød bøgernes udbredelse i Hertugdømmerne. For sin virksomhed i litteraturens tjeneste hædredes Jenssen med talrige guldmedaljer og lignende fra tyske fyrster og den svenske kronprins.
15. oktober 1811 havde Jenssen i Garnisons Kirke ægtet Juliane Catharina Sophie Kauffmann (11. januar 1789 i Randers - 26. september 1863 i Hamborg), datter af ritmester, senere major i kavaleriet Hans Christian Kauffmann (1754-1796) og Elisabeth Louise Christina født Kaas (1767-1849).